# 韦尔托莱
韦尔托莱（法語：Vertolaye，法語發音：[vɛʁtɔlaj]）是法国多姆山省的一个市镇，位于该省东南部，属于昂贝尔区。

## 地理
韦尔托莱（45°38'58"N, 3°42'26"E）面积10.76 平方千米，位于法国奥弗涅-罗讷-阿尔卑斯大区多姆山省，该省份为法国中南部省份，北起阿列省接壤，东临卢瓦尔省，南至上盧瓦爾省和康塔爾省，西接科雷兹省和克勒兹省。
与韦尔托莱接壤的市镇（或旧市镇、城区）包括：贝尔蒂尼亚、若布、马拉、圣皮埃尔-拉布尔洛讷。
韦尔托莱的时区为UTC+01:00、UTC+02:00（夏令时）。

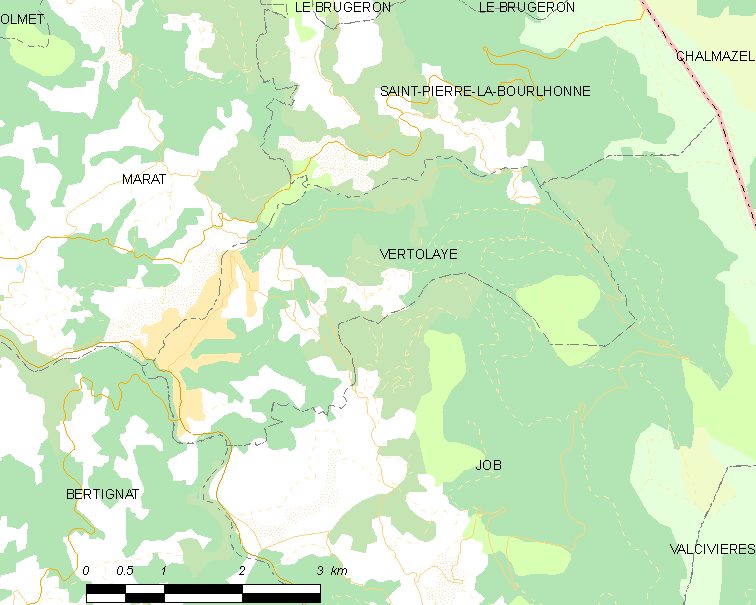
韦尔托莱的OSM定位图

## 行政
韦尔托莱的邮政编码为63480，INSEE市镇编码为63454。

## 政治
韦尔托莱所属的省级选区为利夫拉杜瓦山县。

## 交通
多姆山省省道D66线、D268线、D268A线和D906线在境内交汇。
SNCF提供前往维希的大巴车。

## 人口

1962-2008年间韦尔托莱人口变化图示

韦尔托莱于2022年1月1日时的人口数量为551人。